# Bailey Lear
Bailey Lear (17 de marzo de 2001) es una deportista estadounidense que compite en atletismo, especialista en las carreras de velocidad.
Ganó dos medallas en el Campeonato Mundial de Atletismo en Pista Cubierta, en los años 2024 y 2025, y dos medallas en el Relevos Mundiales, en los años 2024 y 2025.

## Palmarés internacional
| Campeonato Mundial en Pista Cubierta | Campeonato Mundial en Pista Cubierta | Campeonato Mundial en Pista Cubierta | Campeonato Mundial en Pista Cubierta |
| Año                                  | Lugar                                | Medalla                              | Prueba                               |
| ------------------------------------ | ------------------------------------ | ------------------------------------ | ------------------------------------ |
| 2024                                 | Glasgow (Reino Unido)                | Medalla de plata                     | 4 × 400 m                            |
| 2025                                 | Nankín (China)                       | Medalla de oro                       | 4 × 400 m                            |
| Relevos Mundiales                    |                                      |                                      |                                      |
| Año                                  | Lugar                                | Medalla                              | Prueba                               |
| 2024                                 | Nasáu (Bahamas)                      | Medalla de oro                       | 4 × 400 m                            |
| 2025                                 | Cantón (China)                       | Medalla de plata                     | 4 × 400 m                            |